# Sjeverni i istočni malajsko-sumbavski jezici
Sjeverni i istočni malajsko-sumbavski jezici, jedna od tri glavne grane malajsko-sumbavskih jezika koju čine s madurskim i sundskim jezicima. Osnovna im je podjela po najnovijoj klasifikaciji na Bali-Sasak-Sumbawa ranije nazivana bali-sasak (3), čamske (11) i malajičke jezike (53), s ukupno  (67) jezika.
Sjeverni i istočni malajsko-sumbavski jezici nekad su bili dio danas nepriznate skupine sundskih jezika.